# دارکوب پورتوریکویی
دارکوب پورتوریکویی (نام علمی: Melanerpes portoricensis) نام یک گونه از تیره دارکوب است.